# Governatorato dello Scioa
Il governatorato dello Scioa fu una divisione amministrativa dell'Africa Orientale Italiana. Venne istituito l'11 novembre 1938 con il territorio del governatorato di Addis Abeba e da parti dei territori del governatorati di Galla e Sidama, di Amara e di Harar. Era uno dei 4 governi dell'Africa Orientale Italiana che costituivano l'Impero italiano d'Etiopia.

## Simboli
Lo stemma del governatorato dello Scioa venne concesso con regio decreto del 29 maggio 1939.

## Governatori
- Enrico Cerulli (dal 1º gennaio al 5 maggio 1939)
- Guglielmo Nasi (dal 5 maggio 1939 al 2 giugno 1940)
- Giuseppe Daodice (dal 2 giugno 1940 al 3 aprile 1941)
- Agenore Frangipani (dal 3 al 6 aprile 1941)

## Fonte
Annuario Generale 1940, Consociazione Turistica Italiana, Milano, 1940